# Себастопол
Себа́стопол (англ. Sebastopol) — город в округе Сонома, Калифорния, США, к северу от Сан-Франциско. Население 7774 в 2000 году. Находится в 20 минутах езды от побережья Тихого океана, между городом Санта-Роза и заливом Бодега.
Преимущественно регион выращивания слив и яблок, винограда, земли заняты под фруктовые сады и виноградники. Знаменитый селекционер Лютер Бёрбанк имел сады в этом регионе. Город проводит ежегодный Фестиваль цветения яблони и ярмарку яблок Грейвенстейн.
Является членом движения «Медленный город».

## Название
Город в округе Сонома первоначально имел название Пайнгроув (англ. Pinegrove). Изменение названия (по слухам[уточнить]) произошло после драки в местном баре в конце 1850-х годов, которую сравнили с длительной британской осадой русской военно-морской базы Севастополя (1854—1855) во время Крымской войны 1853—1856 годов. Оригинальное название сохранилось в названиях двух стоящих центре города предприятий: комиссионный магазин Pinegrove, и ресторан Pinecone.
В 1855 году в соседнем округе Напа одно из некорпоративных сообществ тоже было названо Sebastopol, но поскольку Себастопол первым «застолбил» это название, в 1867 году жители сменили название на Яунтвилл, в честь недавно умершего местного винодела.